# Lena de Botton Fernández
Lena de Botton Fernández (Barcelona, 1976) coordina el Grup de Diàleg Interreligiós de la Universitat de Barcelona i forma part del Consell Assessor per a la Diversitat Religiosa de la Generalitat de Catalunya.

## Biografia
Doctora en sociologia per l'École des Hautes Études en Sciences Sociales (EHESS) de París. En l'actualitat és professora del Departament de Teoria Sociològica, Filosofia del Dret i Metodologia de les Ciències Socials de la Universitat de Barcelona. Coordina el Grup de Diàleg Interreligiós del Centre Especial en Teories i Pràctiques Superadores de Desigualtats (CREA) de la Universitat de Barcelona. Les seves línies d'investigació se centren principalment en els àmbits d'immigració, identitat cultural, dona immigrant, diàleg interreligiós i escola inclusiva. Destaquen sobretot les seves contribucions al voltant de les aportacions que les dones musulmanes estan fent al discurs feminista internacional.